# نیروگاه هسته‌ای کوری
نیروگاه هسته‌ای کوری (به لاتین: Kori Nuclear Power Plant) یک نیروگاه هسته‌ای در کره جنوبی است که در بوسان واقع شده‌است.